# Буасбрето
Буасбрето́ (фр. Boisbreteau) — коммуна во Франции, находится в регионе Пуату — Шаранта. Департамент — Шаранта. Входит в состав кантона Броссак. Округ коммуны — Коньяк.
Код INSEE коммуны — 16048.
Коммуна расположена приблизительно в 440 км к юго-западу от Парижа, в 145 км южнее Пуатье, в 45 км к юго-западу от Ангулема.

## Население
Население коммуны на 2008 год составляло 124 человека.
| 1962 | 1968 | 1975 | 1982 | 1990 | 1999 | 2008 |
| ---- | ---- | ---- | ---- | ---- | ---- | ---- |
| 201  | 182  | 174  | 153  | 148  | 122  | 124  |

## Экономика
В 2007 году среди 73 человек в трудоспособном возрасте (15—64 лет) 50 были экономически активными, 23 — неактивными (показатель активности — 68,5 %, в 1999 году было 66,7 %). Из 50 активных работали 45 человек (26 мужчин и 19 женщин), безработных было 5 (3 мужчины и 2 женщины). Среди 23 неактивных 3 человека были учениками или студентами, 16 — пенсионерами, 4 были неактивными по другим причинам.

## Фотогалерея

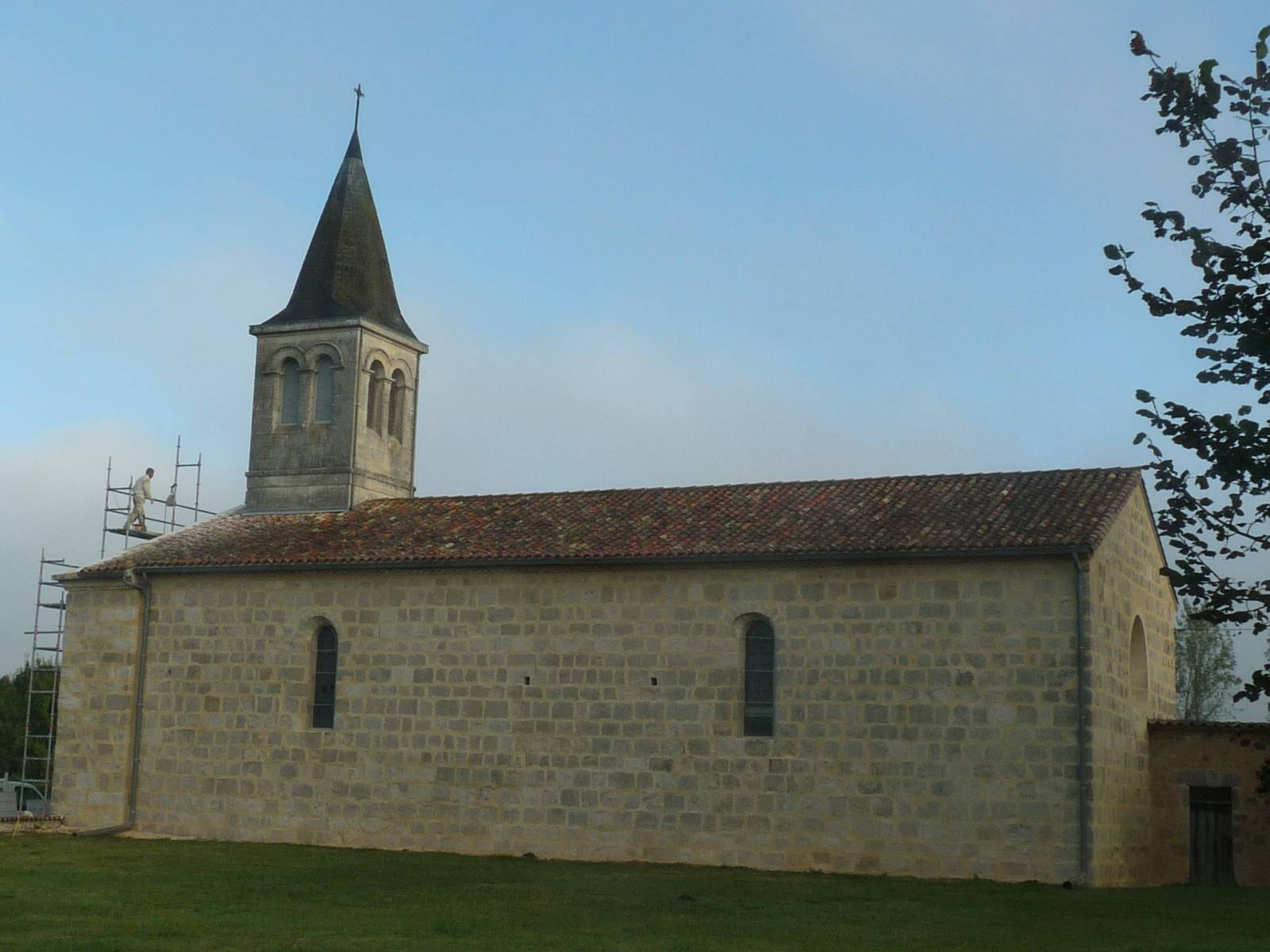
Церковь
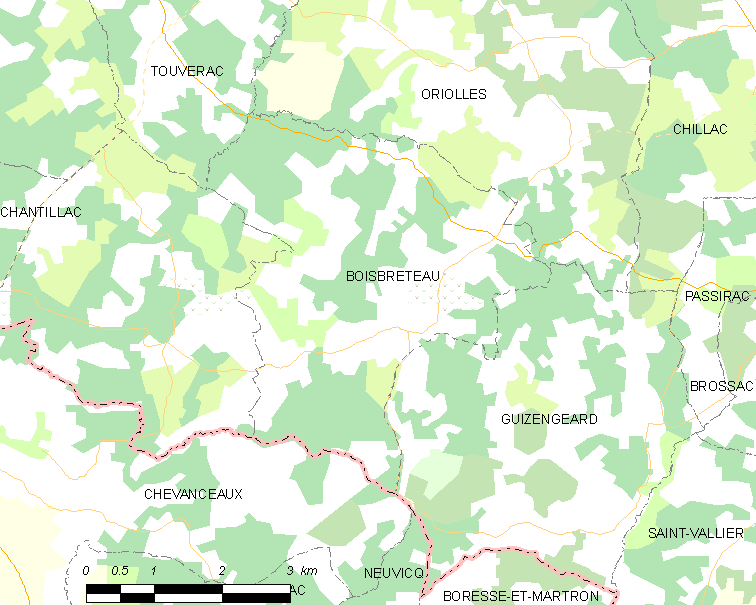
Карта коммуны